# Temporada da WTA de 1984
O WTA Tour de 1984 (conhecido comercialmente como Virginia Slims World Championship Series) foi a décima quarta temporada desde a fundação da Women's Tennis Association. Começou em 5 de janeiro de 1984 e terminou em 24 de março de 1985 depois de 53 eventos.
A "Virginia Slims World Championship Series" foi a turnê de elite do tênis feminino profissional organizado pela Women's Tennis Association (WTA). A marca "Virginia Slims World Series" foi utilizada no lugar do "WTA Tour" de 1983 a 1987 e contou com torneios que anteriormente faziam parte da "Toyota Series" e da "Avon Series". O circuito incluiu os quatro torneios do Grand Slam, e uma série de outros eventos. Os torneios ITF não faziam parte do tour, embora concedessem pontos para o WTA World Ranking.

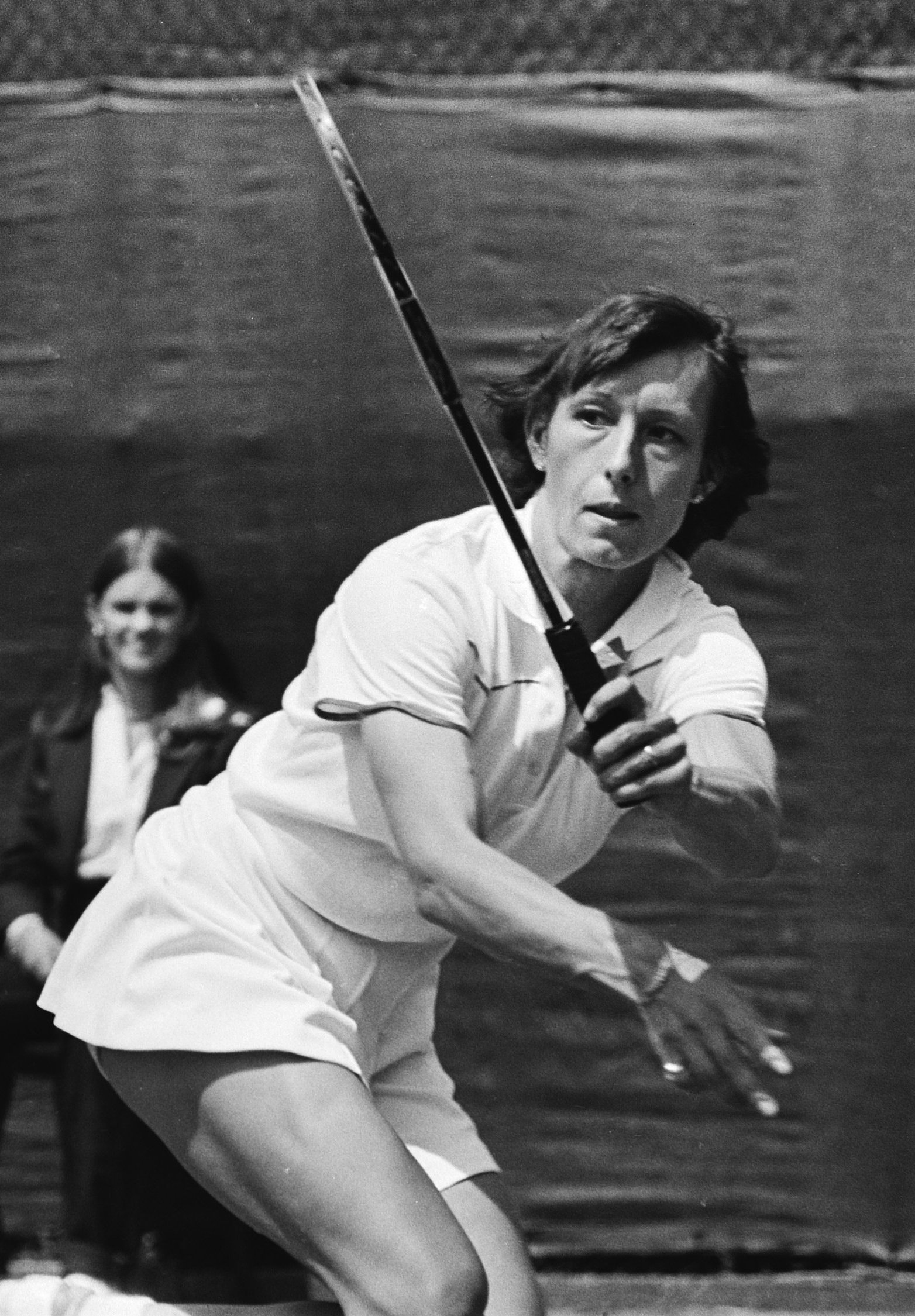
Martina Navratilova ganhou 15 títulos na temporada.

## Ranking de final de ano
Lista das 10 primeiras do ranking de final de ano da WTA de 1984 (11 de dezembro de 1984):
| Ranking de final de ano 1983 | Ranking de final de ano 1983 | Ranking de final de ano 1983 | Ranking de final de ano 1983 | Ranking de final de ano 1983 |
| Nº                           | Jogadora                     | País                         | Pontos                       |                              |
| ---------------------------- | ---------------------------- | ---------------------------- | ---------------------------- | ---------------------------- |
| 1                            | Martina Navratilova          | USA                          | 19.49                        |                              |
| 2                            | Chris Evert                  | USA                          | 15.17                        |                              |
| 3                            | Andrea Jaeger                | USA                          | 11.95                        |                              |
| 4                            | Pam Shriver                  | USA                          | 10.34                        |                              |
| 5                            | Sylvia Hanika                | FRG                          | 10.01                        |                              |
| 6                            | Jo Durie                     | GBR                          | 9.19                         |                              |
| 7                            | Bettina Bunge                | FRG                          | 9.18                         |                              |
| 8                            | Wendy Turnbull               | AUS                          | 9.18                         |                              |
| 9                            | Tracy Austin                 | USA                          | 9.05                         |                              |
| 10                           | Zina Garrison                | USA                          | 8.99                         |                              |

| Ranking de final de ano 1984 | Ranking de final de ano 1984 | Ranking de final de ano 1984 | Ranking de final de ano 1984 | Ranking de final de ano 1984 | Ranking de final de ano 1984 | Ranking de final de ano 1984 |
| Nº                           | Jogadora                     | País                         | Pontos                       | Maior                        | Menor                        | F                            |
| ---------------------------- | ---------------------------- | ---------------------------- | ---------------------------- | ---------------------------- | ---------------------------- | ---------------------------- |
| 1                            | Martina Navratilova          | USA                          | 192.72                       | 1                            | 1                            | NC                           |
| 2                            | Chris Evert                  | USA                          | 151.14                       |                              |                              | NC                           |
| 3                            | Hana Mandlíková              | TCH                          | 68.40                        |                              |                              | NR                           |
| 4                            | Pam Shriver                  | USA                          | 64.84                        |                              |                              | NC                           |
| 5                            | Wendy Turnbull               | AUS                          | 62.73                        |                              |                              | +3                           |
| 6                            | Manuela Maleeva              | BUL                          | 58.03                        |                              |                              | NR                           |
| 7                            | Helena Suková                | TCH                          | 56.11                        |                              |                              | NR                           |
| 8                            | Claudia Kohde-Kilsch         | FRG                          | 55.17                        |                              |                              | NR                           |
| 9                            | Zina Garrison                | USA                          | 49.46                        |                              |                              | +1                           |
| 10                           | Kathy Jordan                 | USA                          | 45.22                        |                              |                              | NR                           |